# 진저 스냅 3
진저 스냅 3(Ginger Snaps Back)은 캐나다에서 제작된 그랜트 하비 감독의 2004년 공포, 모험 영화이다. 에밀리 퍼킨스 등이 주연으로 출연하였고 폴라 드본쉬르 등이 제작에 참여하였다.

## 출연

### 주연
- 에밀리 퍼킨스
- 캐서린 이자벨
- 나다니엘 아칸드

### 조연
- JR 보른
- 휴 딜런
- 아드리엔 도발
- 브렌단 플레처
- 데이빗 라 헤이
- 톰 맥카머스
- 매튜 워커

## 제작진
- 미술: 토드 체미아스키
- 의상: 알렉스 카바노
- 배역: 카멘 코틱